# Photosynthèse artificielle
 (janvier 2018).
 (janvier 2018).
La photosynthèse artificielle est, au sens strict, un procédé physicochimique qui imite, plus ou moins, la photosynthèse naturelle des plantes afin de transformer l'énergie solaire en énergie chimique. Elle vise à produire des molécules d'intérêt, des aliments ou des carburants propres (hydrogène notamment), en utilisant des matériaux abondants, renouvelables et non toxiques. Cette expression a aussi, plus récemment, désigné un procédé qui contourne la photosynthèse, permettant à des plantes génétiquement modifiées de croître sans lumière (si elles sont alimentées par de l'acétate, qui peut lui-même être produits à partir de dioxyde de carbone éventuellement extrait de l'air).
La photosynthèse hybride combine des molécules et des matériaux pour créer des dispositifs plus efficaces. Par exemple, des chercheurs ont développé un « photo-électrode hybride » utilisant un semi-conducteur et un catalyseur moléculaire pour produire de l'hydrogène à partir de l'eau et de la lumière solaire dans un dispositif « photo-électrochimique ».

## La photosynthèse naturelle

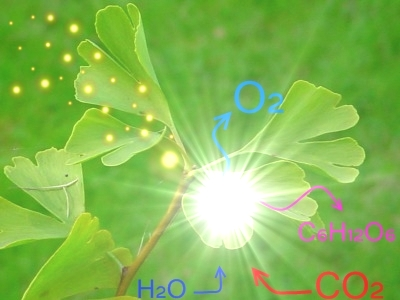
Le CO2 est absorbé via la partie inférieure de la feuille à travers les stomates, l'eau provenant des racines et l'énergie de la lumière solaire (sphères lumineuses). Grâce à l'action de la chlorophylle (brillant dans la feuille), il y a un dégagement d'oxygène et synthèse de matière carbonée (C₆H₂O₆) pour la plante.

### Définition
La photosynthèse existe chez les végétaux chlorophylliens et chez certaines bactéries (cyanophycées). Elle consiste en une suite de réactions biochimiques provoquées par la lumière, le type d'énergie faisant réagir des molécules minérales simples (CO2, H2O…). Ces réactions entraînent la production de molécules organiques glucidiques de masse molaire relativement faible. Certaines de ces molécules sont polymérisées en glucides de masse molaire élevée (amidon pour le stockage, saccharose pour le transport dans d'autres cellules), d'autres enfin s'unissent à des molécules azotées. 
Le phénomène est caractérisé par une absorption de dioxyde de carbone et par un dégagement d'oxygène en présence de lumière (ou éventuellement de manière retardée dans le cas des cactées).
La photosynthèse est donc un terme dédié à la réaction s'opérant au sein des végétaux au contact de la lumière. On parle de photosynthèse artificielle quand il s'agit d'utiliser l'énergie lumineuse (notamment solaire) pour réaliser des conversions énergétiques ne nécessitant pas la présence ou l'activité des cellules chlorophylliennes. Un domaine d'application de la photosynthèse artificielle est l'utilisation de panneaux photovoltaïques.

## Enjeux
Depuis des millénaires, l'humanité, la plupart des espèces et la biosphère dépendent de la photosynthèse, qui est notamment source d'oxygène, de régénération de l'air et de l'eau, et de l'essentiel de notre nourriture. 
Face à une démographie qui continue à croître dans un contexte de dérèglement climatique, de crise de la biodiversité, et de dépassement des limites planétaires, contourner les limites d'efficacité de la photosynthèse naturelle pour améliorer l'efficacité de la production alimentaire, représente un enjeu scientifique et technique.

### Rappels sur le rôle de la photosynthèse
La photosynthèse permet aux organismes qui la pratiquent (végétaux, cyanobactéries, lichens) de stocker de l'énergie d'origine solaire, principalement sous forme de sucre (de l'amidon pour les plantes) pour répondre aux besoins présents et futurs de l'organisme. Les organismes qui pratiquent la photosynthèse sont autotrophes. Ils peuvent ainsi synthétiser des matières organiques (notamment des protéines) à partir de matières inorganiques et du rayonnement solaire.
Quelques animaux ont, au cours de l'évolution, appris à utiliser indirectement le mécanisme de la photosynthèse, via des endosymbioses. C'est spécifiquement le cas des coraux, de quelques vers plats, de l'éponge d'eau douce⁣⁣, Spongilla lacustris, de la Salamandre maculée (seul vertébré connu à ce jour (2011) qui ait pu établir une symbiose  avec une algue, en l'occurrence Oophila amblystomatis) et de la limace de mer Elysia chlorotica (premier animal découvert capable d'utiliser la photosynthèse autrement que par symbiose avec une algue ; cette photosynthèse est effectuée par les chloroplastes de sa principale source de nourriture, l'algue Vaucheria litorea). À l'échelle planétaire, les algues et principalement le phytoplancton marin produisent le plus d'oxygène, suivis des forêts. Un domaine de recherche appliquée, la biomimétique, s'inspire de la nature pour développer des photosynthèses artificielles.

### Le mécanisme de la photosynthèse

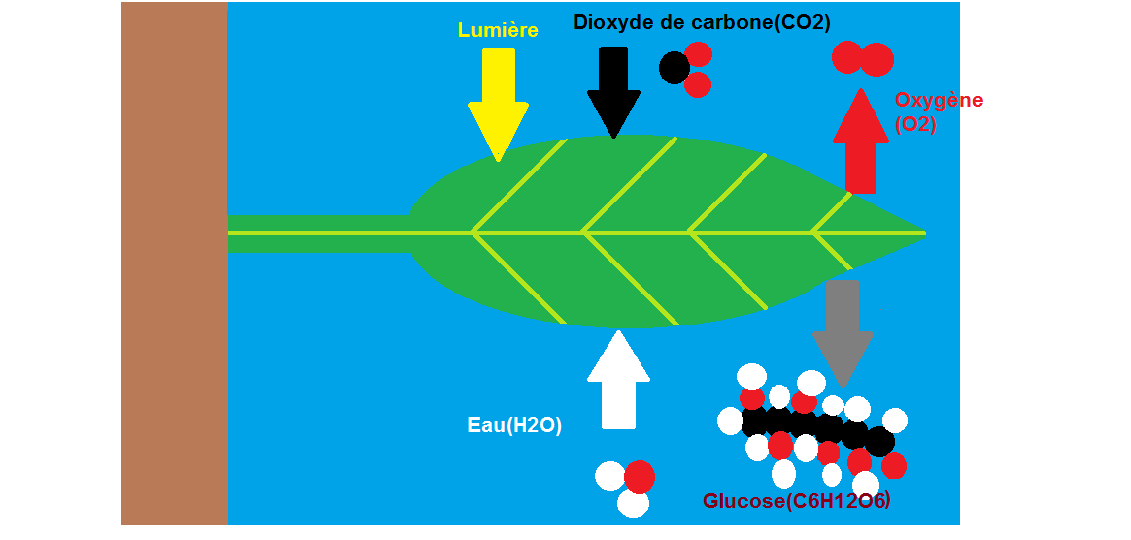
Photosynthèse

La plante capte le dioxyde de carbone (CO2) présent dans l'air, et l'eau (H2O) dans le sol. L'énergie solaire est utilisée pour oxyder l'eau et réduire le gaz carbonique afin de synthétiser des substances organiques (glucides). Cette transformation se déroule dans les chloroplastes (organites cellulaires) qui contiennent la chlorophylle. Ce pigment assure l'absorption d'une partie de l'énergie des rayons solaires (bleus et rouges) qui rendent la photosynthèse possible. La photosynthèse a lieu au niveau des membranes thylakoïdes, une double membrane pigmentée qui se trouve à l'intérieur du chloroplaste chez les eucaryotes. C'est dans les thylakoïdes qu'a lieu la réaction lumineuse de la photosynthèse, là où se situent les photosystèmes 1 et 2 (Les photosystèmes interviennent dans les mécanismes de la photosynthèse en absorbant les photons de la lumière) et les cytochromes, protéines colorées qui transportent les électrons. Après plusieurs réactions chimiques entre l'énergie solaire, le CO₂ et l'H2O, du dioxygène (O2) et du sucre sont produits. L'O₂ est ensuite libéré dans l'atmosphère, et le sucre (généralement sous forme d'amidon) est stocké dans les fruits ou reste dans la feuille pour être transféré sous forme de saccharose dans la sève élaborée circulant dans les vaisseaux du phloème.
La phase claire est un ensemble de réactions photochimiques dont le principe est de capter l'énergie lumineuse des photons solaires et de la transmettre, via des électrons vecteurs de cette énergie, à une chaîne d'accepteur d'électrons (molécules ayant des potentiels d'oxydoréduction variables). Elles dépendent de la lumière, et durant leur déroulement, les électrons sont transportés à travers les deux photosystèmes (PSI et PSII), ce qui permet de produire de l'ATP, molécule riche en énergie et du NADPH,H+ (potentiel réducteur). L'ATP est synthétisé par la pompe ATP-synthase qui exploite le gradient protonique créé lors la réaction entre le lumen du thylakoïde et le stroma du chloroplaste. La phase claire permet donc directement la transformation de l'énergie lumineuse en énergie chimique, énergie qui sera forcément utilisée dans la phase sombre. La phase sombre correspond au cycle de Calvin, entièrement enzymatique et indépendant de la lumière, au cours duquel l'ATP et le NADPH,H+ produits sont utilisés pour la fixation du dioxyde de carbone en glucide. L'assimilation du CO2 se fait en quatre étapes principales, les trois premières se déroulant au sein du cycle de Calvin, la fixation du CO₂ (carboxylation) par la Rubisco puis sa réduction, la régénération de l'accepteur de CO₂ et la synthèse des sucres.
L'énergie captée chaque seconde par la photosynthèse — à l'échelle planétaire — est de l'ordre de 100 TJ, et c'est ce qui fournit l'essentiel de l'énergie de la biosphère (avec dans les fonds océaniques de l'énergie géologiquement fournie par le noyau terrestre, sur les dorsales océaniques notamment). La photosynthèse n'exploite annuellement que moins d'un millième de l'énergie solaire arrivant sur Terre (1,5 × 1018 kWh/an), mais c'est environ 10 fois plus que toute l'énergie consommée par l'humanité sur un an [réf. souhaitée].

## La photosynthèse artificielle ou hybride
Il existe plusieurs types de photosynthèses artificielles ou « hybrides », tous à l'état de recherche ou de prototype, utilisant différents matériaux pour provoquer cette réaction.

### Historique
En théorie, l'hydrolyse de l'eau, une des phases majeures de la photosynthèse, est un phénomène simple. Mais en pratique, à ce jour, il reste difficile à reproduire artificiellement et de manière durable, en raison d'un important coût énergétique et de diverses limites liées à l'électrochimie comme la passivation des électrodes.
En 1998, une équipe du National Renewable Energy Laboratory rapporte avoir créé un dispositif dissociant l'oxygène et l'hydrogène de l'eau à partir d'énergie solaire, mais il s'est révélé instable et couteux,. 
En 2007, une équipe de l'Université de Kyoto annonce avoir inventé un procédé captant le CO2 atmosphérique 300 fois plus efficacement que les plantes. 
En 2010, des chimistes de l'Université de Göteborg, avec des équipes de l'École polytechnique Chalmers et d'autres universités européennes, observent grâce aux puissants rayons X de l'European Synchrotron Radiation Facility, les mouvements des atomes au sein de protéines engagées dans un processus de photosynthèse. L'expérience fournit des informations en trois dimensions sur des mouvements de l'ordre de 1,3 ångström de molécules. Elle pourrait aider à créer des dispositifs de photosynthèse artificielleq.
En 2011, la « feuille artificielle », basée sur le principe de dissocier l'eau pour produire de l'oxygène et du dihydrogène, un projet de Daniel Nocera, ancien chercheur au MIT  (Massachusetts Institute of Technology) semble le plus abouti technologiquement (après 25 ans d'études et proche d'une commercialisation). 
En 2020, une équipe franco-allemande associant l'Institut Max Planck et une unité du CNRS construit un chloroplaste artificiel qui convertit le CO₂ cent fois plus vite que les précédentes constructions semi-synthétiques. Cette même année, des chercheurs français du CEA-Irig, avec l'Institut néel et l'EPFL, dans le cadre de l'initiative « Make Our Planet Great Again », publient un modèle de photo-électrode hybride durable apte à produire de l'hydrogène à partir d'une solution aqueuse : elle associe un semi-conducteur de type p (oxyde mixte semi-conducteur composé de fer et de cuivre), protégé de la corrosion  par un film de moins de 10 nm d'épaisseur constitué d'oxyde de titane (TiO2) amorphe (non cristallin, déposée par Atomic Layer Deposition). Ce matériau absorbe l'énergie lumineuse et produit des électrons, envoyés vers un catalyseur moléculaire greffé à sa surface (cobaloxime, non toxique et géologiquement abondant), afin de produire de l'hydrogène.
En 2022 un système hybride organique-inorganique est proposé. 
En 2024, quatre chercheurs, travaillant respectivemnet sur la chimie environnementale au Center for Carbon Management de l'Université de Washington ; sur l'ingénierie biomoléculaire au Center for Catalytic Science and Technology, de l'Université du Delaware ; sur le génie génétique au Center for Industrial Biotechnology de l'Université de Californie, et sur la biologie cellulaire au  Center for Plant Cell Biology de l'Université de Californie, explorent depuis quelques années une autre voie et annoncent un concept hybride qu'ils baptisent électro-agriculture (électro-ag, à ne pas confondre avec l'électroculture), associant les progrès dans l'électrolyse du CO2 au génie génétique. Selon eux, « Si l'approvisionnement alimentaire des États-Unis était produit par l'électro-agriculture, l'utilisation des terres pourrait être réduite de 88 % tout en rationalisant considérablement les chaînes d'approvisionnement alimentaire en décentralisant la production alimentaire ». Les terres rendues disponibles pourraient alors être renaturées et rendues aux écosystèmes, au profit des services écosystémiques et notamment des processus naturel de séquestration du carbone.

### L'électro-ag
L'« électro-ag » (ou électro-agriculture) est présentée comme une méthode innovante utilisant l'électricité pour améliorer la croissance de plantes alimentaires, en contournant la photosynthèse et le processus naturel de nutrition de la plante, et en améliorant, théoriquement, grandement l'efficacité de la conversion solaire en nourriture. 
Selon ses inventeurs et/ou promoteurs, cette agrotechnologie émergente (expérimentale et de laboratoire encore en 2024) contourne complètement la fixation du carbone à partir du CO2 atmosphérique par la photosynthèse. C'est une « agriculture non-arable » (totalement hors-sol et ne nécessitant pas même de lumière), qui pourrait être déployée en ville ou n'importe où de manière plus efficiente qu'avec l'agriculture urbaine ou l'agriculture verticale "traditionnelle". Selon ses promoteurs, elle peut théoriquement s'appliquer dans des déserts arides, sous terre dans le noir, voire hors de la biosphère, dans l'espace, sur mars ou sur la lune dès lors qu'on dispose d'électricité, de CO2 et des nutriments nécessaires à une culture hydroponique. D'après les calculs et modèles de Bradie S. Crandall et de ses collègues, publiés en 2024, il est théoriquement possible de multiplier par 10 le rendement de la photosynthèse (déjà multiplié par 4 par les premiers essais), en la contournant via des oragnismes génétiquement modifiées (plantes, champignons, moisissures, bactéries chimiotrophes ou acétogènes) pour leur permettre de croitre in vitro, en cultures hors-champs, sans pesticides, en gaspillant beaucoup moins d'engrais que l'agriculture industrielle ou traditionnelle... et même totalement « sans lumière ». 
Stricto sensu, sans lumière, la photosynthèse naturelle est impossible. Sans photosynthèse, le CO2 peut cependant être transformé - chimiquement - en autres molécules chimiques dont en molécules d'intérêt industriel, médical et alimentaire, mais difficilement ou très couteusement pour ce qui concerne les protéines alimentaires (ex : l'électrolyse au CO2 a déjà atteint une sélectivité relativement élevée envers l'éthylène, mais aucun mécanisme biologique connu ne permet aux organismes d'utiliser ce gaz comme aliment, source d'énergie ou de carbone/). 
Le monoxyde de carbone (CO, très toxique) et le dihydrogène (H2, explosif), que l'on sait maintenant plus efficacement produire, via des processus électrochimiques, peuvent être utilisés comme nourriture par des organismes bactériens chimiolithotrophes extrêmophiles (par Cupriavidus necator par exemple). Mais étant faiblement solubles dans l'eau, ils doivent être compressés pour améliorer leur transfert vers des cultures bactériennes aqueuses, et si ces organismes sont cultivables en fermenteurs,,. En outre, ils n'y produisent que des protéines brutes, ou des produits biochimiques loin des aliments savoureux espérés. 
Le méthane gazeux peut être une nourriture pour des microorganismes dits méthanotrophe, mais il est égalemnent explosif et peu souble dans les solutions aqueuses, ce qui entrave son transfert massif vers des micro-organismes méthanotrophes capables de la convertir métaboliquement en méthanol, et de le consommer par la voie métabolique du méthanol. De plus, le métabolisme du méthanol implique une molécule intermédiaire, le formaldéhyde, hautement toxique pour les vertébrés, et le formiate (certes consommable par les microorganismes acétogènes mais dont il ralenti le métabolisme). La production électrochimique de propanol (autre aliment possible pour des organismes chimiotrophes) a progressé, mais elle nécessite des catalyseurs couteux ou polluants et n'est pas encore rentable. Le CO, l'H2, le formiate, le méthanol et le méthane sont donc tous des aliments potentiels pour des organismes susceptibles de contribuer à la production d'aliments, mais avec des inconvénients, dont le fait qu'ils ne produisent pas facilement directement d'aliments variés des points de vue nutritif et organoleptique.
Dans le modèle de Crandal et al. (2024), les effluents de l'électrolyseur servent à produire de l'acétate qui est envoyé à des organismes végétaux (plantes alimentaires par exemple) génétiquement modifiées. Ces dernières s'en nourrissent via un réseau hydroponique qui permet d'économiser 95 % d'eau par rapport à l'agriculture conventionnelle,. Les plantes ont aussi besoin d'azote. « L'ammoniac synthétique produit par le procédé Haber Bosch peut être neutralisé par de l'acide nitrique pour produire du nitrate d'ammonium comme engrais », et dans le circuit fermé hydroponique proposé (dans une ferme verticale, éventuellement), il n'est pas gaspillé et ne peut pas s'échapper et polluer l'environnement, diminuant de 70 à 90 % son empreinte écologique,. Si cette production d'engrais est électrifiée via une source propres et renouvelable (solaire, éolien, hydrogène vert..) l'empreinte carbone de cette électro-agriculture diminue encore de plus de 90 % . Les auteurs rapportent qu'en 2022 des tests ont déjà conclu à un quadruplement de l'efficacité énergétique du procédé par rapport à la photosynthèse,. 
Les plantes adultes sont autotrophes (ou parasites pour de rares espèces), mais dans leurs graines, l'embryon peut, durant un certain temps, se développer dans le sol et dans le noir complet, en exploitant les lipides et glucides stockés dans la graine pour convertir de l'acétate en acétyl-CoA, lequel qui entre dans le cycle de l'acide citrique (CAC ou « Cycle de Krebs ») pour alimenter les cellules en énergie afin de produire les premières racines, tiges et feuilles. Dans la Nature, les gènes qui permettent cela s'éteignent définitivement quand la plantule sort de terre (ou du sédiment) et bénéficie de la lumière. Des chercheurs ont, en laboratoire, génétiquement modifié des plantes pour que :  1) ce gène actif dans l'embryon ne s'éteigne pas ; 2) pour que la plante n'entame pas son processus naturel et normalement obligatoire de photosynthèse ; et 3) pour augmenter le taux de conversion de l'acétate en acétyl-CoA. Autrement dit, pour que la plante conserve cette capacité à synthétiser une nouvelle biomasse sans avoir besoin de la lumière. Les lipides y sont décomposés en acétyl-CoA, qui entre dans le cycle du glyoxylate, au lieu d'entrer dans le « cycle de l'acide citrique ». La plante peut ainsi contourner deux étapes normales de décarboxylation du cycle de l'acide citrique, via deux enzymes clés, l'isocitrate lyase et la malate synthase (Figure 2A). Ce métabolisme alternatif, qui permet au germe de convertir le carbone stocké dans les lipides de la graine de se construire en tant que future plante autotroph a, ici, été renforcé par génie génétique en surexprimant les enzymes qui convertissent l'acétate en acétyl-CoA (Figure 2A). 
Le modèle d'électro-ag telle que proposée par Crandal et son équipe en 2024, pour encore minimiser le besoin de terres cultivables (cf. figure ci contre), peut être architecturalement intégrés dans une ferme verticale : sous une toiture photovoltaïque, un étage est consacré à l'électrolyse du CO2 et à la production du fluide nutritif riche en acétate. Les autres étages pouvant être consacrés aux cultures hydroponiques de champignons et plantes, avec des salles plus ou moins hautes selon le type de plantes qu'on y cultivera. 
Jusqu'à la fin des années 2010, ce type d'approche relevait purement de la science fiction. Mais une équipe californienne baptisée « NOLUX » (mot qui sifnifie "sans lumière" en latin), dirigée par Robert Jinkerson, a remporté les phases 1 et 2 du défi « Deep Space Food Challenge » de la NASA et de l'Agence spatiale canadienne (ASC). Ce concours, lancé en 2021, a mis en compétiition plus de 300 équipes, de 32 pays pour relever le défi d'inventer des techniques spatiales de producion d'aliments sûrs, nutritifs et savoureux pour les missions Artemis et d'éventuels voyages vers Mars. Le projet NOLUX vise à cultiver des champinons et des végétaux sans lumière, à partir de nutriments de base et du recyclage du CO2 ambiant,. La phase 3 du concours consistait à produire un prototype capable d'alimenter 4 astronautes lors d'une mission spatiale simulée. NOLUX a proposé un système « électro-agricole » validé par la NASA, puis placé parmi les 3 meilleures technologies du concours. La Fondation Bill & Melinda Gates s'est associée à la Fondation Novo Nordisk pour financer (28 millions de dollars) un consortium chargé de pousser la production et commercialisation de protéines via l'électro-ag. La société d'agriculture verticale, Square Roots s'intéresse aussi à l'électro-ag,. Le programme Cornucopia du DARPA de l'US Army, s'est aussi montré intéressé (il vise à créer des systèmes capables de synthétiser des substances nutritives simplemnet à partir d'air ambiant, d'eau d'électricité à l'arrière des Humvees pour faciliter le réapprovisionnement en mission militaire,. 
Cette « électro-agriculture » a (entre 2020 et 2024) été pré-testée sur de la laitue, du riz, du colza, du poivron et de la tomate. Et elle pourrait, selon ses supporters, révolutionner la production alimentaire, en la dissociant des contraintes environnementales naturelles, et en permettant une production toute l'année (y compris en cas d'hiver nucléaire ou en situation de privation de soleil en raison d'une éventuelle géo-ingénierie solaire précisent Crandal et ses collègues en 2024.) ..à condition que de l'électricié soit disponible. Selon eux, la sécurité alimentaire des zones peuplées ou ne disposant pas de sols arables cultivables en zone polluée en serait améliorée, même sous des climats extrêmes (des déserts chauds aux zones polaires). Des systèmes Electroag pourraient aussi être déployés sur des zones de catastrophes naturelles ajoutent-ils.
Mais en 2024, les auteurs n'ont rien publié sur les teneurs en vitamines et nutriments des plantes génétiquement modiféees obtenues, sur la stabilité de ces modifications, sur d'éventuels effets secondaires induits par ces modifications ; ils n'intègrent pas les coûts, humains, techniques et financiers, ni l'empreinte carbone ou écologique des d'infrastructures matérielles qui seraient nécessaires à une mise à grande échelle du procédé ; ils annoncent une technnologie pouvant se passer de pesticides, mais n'évoquent pas la capacité de ces plantes à résister à moyen ou long termes aux pathogènes des autres végétaux ou à de nouveau pathogènes (virus, bactéries, algues, champingons, parasites animaux et autres déprédateurs...) qui pourraient s'adapteraient à ces nouvelles cultures, ces nouveaux métabolisme ; ils n'évoquent pas non plus les micro-organismes concurrents qui pourraient se nourrir de l'acétate des circuits hydroponiques. 
Des questions d'acceptation se posent donc, ainsi qu'un risque de nouvelles dépendances aux brevets et technologique de la part des agriculteurs ; quid des petits agriculteurs et des pays pauvres ? Que se passe-t-il en cas de pannes ou de dysfonctionnements ? Selon le CNET l'étude publiée dans la revue scientifique Cell en 2024 est encore une présentation très théorique, bien qu'illustrée par 4 essais réussis sur des plantes (laitue, du riz, du canola, du poivron et de la tomate) sur des champignons (mais qui avaient déjà une capacité à vivre dans le noir). Cet article suggère que de la viande synthétique pourrait aussi être prochainement "cultivée" (biosynthétisée) sur la même base. « Ne reste plus qu'à prouver que cette méthode n'a pas de conséquences néfastes (et à convaincre les lobbys de la nourriture) et peut-être que la faim dans le monde sera bientôt un lointain souvenir ? » commente le CNET France en oct 2024 .

### Présentation de la feuille artificielle
La feuille artificielle est un assemblage de fines couches de différents métaux qui catalysent l'oxydation de l'eau une fois plongée dedans et exposée au soleil. Elle oxyde l'eau, comme dans la photosynthèse naturelle, et réassemble les atomes qui la composent de façon différente. Ces nouvelles molécules pourront être utilisées pour produire de l'énergie.

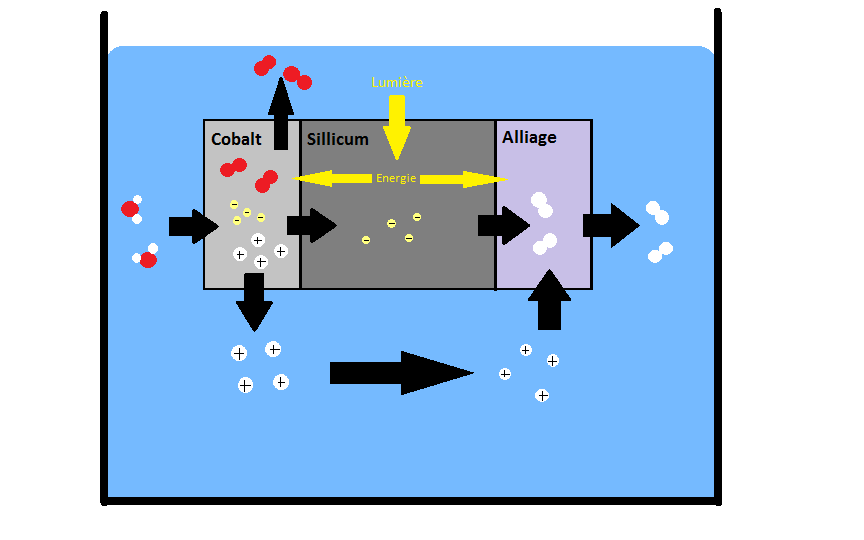
Feuille artificielle

### Le mécanisme de la feuille artificielle

#### Équation chimique
Comme dit précédemment, la feuille artificielle permet de reproduire l'oxydation de l'eau, puis d'utiliser les atomes et molécules obtenus pour en former de nouveaux. L'équation chimique de cette réaction est :
2 H2O ⇒ O2 + 4 H+ + 4 e−⇒ O2 + 2 H2
Les produits de la photosynthèse réalisée à partir de la feuille artificielle sont donc du dioxygène et du dihydrogène.

#### Les différents composants et leur utilisation
La feuille artificielle est composée de différents métaux catalyseurs, le cobalt qui catalyse l'oxydation de l'eau, le silicium (utilisé dans les panneaux photovoltaïques) qui collecte les rayons lumineux et un alliage (nickel, molybdène, zinc) qui ressoude les électrons et les ions H+.

#### Le mécanisme
Le silicium collecte l'énergie lumineuse, ce qui permet à l'eau de s'oxyder au contact du cobalt (l'oxydation est échange d'électrons) :
2 H2O ⇒ O2 + 4 H+ + 4 e−
Le dioxygène obtenu est sous forme de gaz (de bulles), il s'échappe donc du milieu. Le silicium recueille les électrons qui proviennent des atomes d'hydrogène et les envoie vers l'alliage tandis que les ions H+ se retrouvent dans l'eau. L'alliage permet ensuite d'assembler les ions H+ et les électrons : O2 + 4 H+ + 4 e−⇒ O2 + 2 H2
À la fin, nous obtenons ainsi du dioxygène et du dihydrogène, tous deux à l'état gazeux.

### Avantages
Ce type de production d'énergie se fait en consommant du CO₂, donc en luttant contre le réchauffement climatique.
Une feuille artificielle du type de celle de Daniel Nocera, contrairement aux autres technologies qui produisent de l'énergie à partir d'eau et d'électricité, ne nécessite pas un milieu très acide ni de l'eau très pure pour fonctionner. Elle fonctionne dans de l'eau à pH neutre, voire dans l'eau de mer. Et, les éléments du catalyseur s'autoassemblent si on leur fournit un peu d'énergie sous forme d'électricité. Et, si le bain dans lequel est plongée la feuille artificielle contient les éléments nécessaires, les catalyseurs se régénéreront seuls au fur et à mesure de leur consommation.
La dernière version de la feuille artificielle utilise des matériaux peu chers et communs (alors que les versions précédentes utilisaient du platine, de l'iridium ou du ruthénium rares et toxiques)[réf. nécessaire].

### Productivité
La feuille artificielle, tout comme la feuille naturelle, ne produit pas directement d'énergie, mais du dioxygène et du dihydrogène. Ces deux gaz peuvent ensuite être brûlés ou utilisés pour faire fonctionner une pile à combustible, et donc produire de l'électricité.
La feuille artificielle n'est pas encore compétitive : aujourd'hui, produire 1 kg d'hydrogène à partir d'une feuille artificielle coûte entre 5 et 6 €. Mais, produire la même quantité d'hydrogène à partir de méthane revient seulement à 2 € et à partir de panneaux solaires à moins de 2 € probablement aux environs de 2025,. Et, la quantité d'électricité produite par rapport à la quantité d'énergie solaire reçue n'atteint que 2,5 % pour la feuille artificielle contre 15 à 20 % pour un panneau photovoltaïque. Les laboratoires de l'école polytechnique de Stockholm ont atteint un rendement de 300 molécules par seconde, comparable à celui des végétaux (100 à 400 molécules par seconde).
Selon Daniel Nocera néanmoins, une première centrale électrique, de la taille d'un réfrigérateur, suffisante pour produire de l'énergie en quantité, aurait pu voir le jour dès 2013, avec un usage domestique plausible, mais en consommant de l'eau : une seule feuille immergée dans 4 litres d'eau suffirait à alimenter une maison en électricité pendant une journée. Il cherche à améliorer son système pour produire de l'hydrogène à 2,5 € le kilo, de manière à le rendre intéressant pour les pays pauvres ou en voie de développement.

## Production d'énergie avec les produits de la photosynthèse artificielle
La photosynthèse artificielle produit deux gaz, du dioxygène et du dihydrogène.

### Propriétés des gaz
Le dioxygène ou encore molécule d'oxygène est une molécule composée de deux atomes d'oxygène et de formule chimique O₂. Incolore, inodore et insipide, il participe à des réactions d'oxydo-réduction, essentiellement à la combustion et la corrosion. Il a été découvert en 1774 par Joseph Priestley, et baptisé oxygène par Lavoisier en 1778.
Le ⁣⁣dihydrogène⁣⁣, aussi appelé molécule d'hydrogène existe à l'état gazeux aux conditions normales de pression et de température. Cette molécule est composée de deux atomes d'hydrogène et est de formule chimique H₂. Elle est présente sous forme de traces (0,5 ppmv) dans l'atmosphère. Elle brûle dans l'air en produisant de l'eau, d'où son nom composé étymologiquement par « hydro », du grec ὕδωρ (hudôr) signifiant « eau », et « gène », du grec γεννᾰν (gennen), « engendrer ». Le dihydrogène a un potentiel énergétique élevé (120 kJ/g contre 50 pour le gaz naturel).

### Production d'énergie
L'hydrogène ayant été découvert il y a 300 ans[réf. souhaitée], de nombreux moyens d'en tirer de l'énergie ont été élaborés au cours des siècles tels que le voltamètre de Hofmann ou le moteur à hydrogène qui utilise le principe de la combustion du dihydrogène (H2) et du dioxygène (O2) pour laisser comme produit de l'eau (H2O) et de l'énergie[réf. souhaitée] (l'énergie dégagée par la combustion de 1 kilogramme d'hydrogène équivaut à celle de 3 kilogrammes d'essence[réf. souhaitée]). Il s'agit d'une réaction explosive qui actionne un piston de la même manière qu'avec l'essence ou le gazole. La réaction chimique est la suivante :
2 H2 + O2 → 2 H2O + Q (Q : quantité d'énergie libérée)[réf. souhaitée]

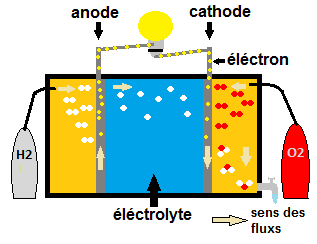
Pile à combustible

Le plus récent est la pile à combustible,, c'est aussi le plus performant. Le principe de la pile à combustible est l'inverse de l'électrolyse. La pile à combustible est constituée d'une anode et d'une cathode séparées par un électrolyte, un matériau non-conducteur. L'anode est chargée en hydrogène ce qui signifie que projetée sur l'anode, le dihydrogène se sépare en deux molécules d'hydrogène en libérant un électron. Cet électron qui ne peut pas traverser l'électrolyte passe par l'anode conductrice, fournit de l'énergie au système branché sur la pile à combustible et passe par la cathode. La cathode est chargée en molécules de dioxygène. L'électron, l'atome d'hydrogène et l'atome oxygène se recomposent en formant de l'eau (H₂O, donc un atome d'oxygène et deux atomes d'hydrogène). On récupère donc de l'eau et de l'énergie sous forme de tension électrique d'environ 0,7 à 0,8 volt et de la chaleur (la température de fonctionnement varie de 60 à 200 °C selon les modèles)

### Le rendement
Le rendement de la pile à combustible est actuellement supérieur à 50 % (par comparaison, un moteur thermique d'automobile a un rendement qui varie entre 25 % et 30 %), ce qui signifie que l'énergie nécessaire à la production de l'hydrogène et l'oxygène (l'objectif étant que cette énergie soit fournie par le soleil) est récupérée à 50 %. Les 50 % restants sont dissipés en chaleur. Si l'on adjoint à la pile à combustible un système de récupération de chaleur (pour chauffer de l'eau par exemple), le rendement augmente jusqu'à 80 % voire 90 %.

### Les dangers
La pile à combustible ne présente pas de danger en elle-même, mais ses réactifs, en particulier l'hydrogène, ont une forte capacité à entrer en combustion. Ainsi, pour l'hydrogène, 20 microjoules sont suffisants, et sa concentration dans l'air peut la faire brûler ou exploser. Au-delà de 12 % de concentration dans l'air, la détonation génère 20 bars de pression et propage une flamme à 2 000 m/s. Malgré la dispersion rapide de l'hydrogène dans l'air, le risque d'explosion dans un milieu fermé est important, ce qui explique les recherches engagées pour trouver un moyen de stocker l'hydrogène sans risque. Les deux techniques de stockage actuelles sont le refroidissement à -273° (température du zéro absolu) et la compression (>200 bars) mais ne sont pas satisfaisantes en raison de leur consommation d'énergie et de leur sensibilité aux fuites. C'est pourquoi le stockage par solidification sous forme d'hydrures est privilégié (un hydrure est un composé chimique de l'hydrogène avec d'autres éléments, par exemple, le métal qui se présente comme une éponge). L'hydrogène ainsi stocké se présente sous forme de galette métallique solide ininflammable. Le processus est parfaitement réversible et les différents composés métalliques n'ont pas d'effet mémoire et peuvent resservir indéfiniment.

## Avantages
L'énergie dé-carbonée devient un enjeu majeur pour l'humanité confrontée au réchauffement climatique et aux pollutions dues aux hydrocarbures fossiles (véhicules, chauffages, centrale thermique...). Les panneaux photovoltaïques et les autres moyens renouvelables progressent mais sont encore trop limités ou coûteux par rapport aux besoins croissants des sociétés industrielles et/ou en expansion démographique. Le nucléaire est efficace mais pose des problèmes de déchets, de risques d'attaques terroristes et de prolifération nucléaire militaire.
Les moyens de recueillir l'énergie solaire autrement que via la biomasse sont encore peu performants. Les plantes utilisent l'énergie solaire via la photosynthèse pour produire du glucose et de la matière organique. La quantité d'énergie absorbée par les plantes est phénoménale mais ne représente qu'une toute petite partie de l'énergie solaire reçue par la terre (3 850 000 exajoules (EJ) par an en 2002). Les panneaux solaires sont une autre façon de récupérer cette énergie fournie en grande quantité par le soleil, l'énergie reçue en une heure correspondant à un an de consommation mondiale, et de la transformer en énergie électrique utilisable par l'homme, mais encore difficile à stocker massivement. Bien que le rendement moyen actuel de conversion des panneaux solaires soit passé d'environ 10 % à environ 20 % en quelques décennies, leur faible surface dans le monde ne leur permet de produire qu'une infime part des besoins mondiaux. Des scientifiques cherchent donc à imiter les plantes ou algues en tentant de catalyser une hydrolyse ou une oxydation de l'eau à la manière de la photosynthèse. Les produits de cette réaction sont l'oxygène et le dihydrogène, éléments qui peuvent être exploités comme combustibles ou utilisés dans une pile à combustible pour produire de l'électricité.